# Guante de Oro de la Premier League
El Guante de Oro de la Premier League (en inglés: Premier League Golden Glove) es un premio honorífico que se entrega anualmente al guardameta de la Premier League inglesa que acaba con más partidos imbatido a lo largo de la temporada.
El premio se creó en la temporada 2004-05. Petr Čech y Joe Hart lo han conseguido en cuatro ocasiones y Pepe Reina y Ederson Moraes en tres ocasiones.

## Palmarés
|  | Su equipo ganó la Premier League ese año |

| Temp.   | Ganador                         | Equipo                 | Part. imbatido |
| ------- | ------------------------------- | ---------------------- | -------------- |
| 2004-05 | Petr Čech                       | Chelsea FC             | 24             |
| 2005-06 | Pepe Reina                      | Liverpool FC           | 20             |
| 2006-07 | Pepe Reina (2)                  | Liverpool FC           | 19             |
| 2007-08 | Pepe Reina (3)                  | Liverpool FC           | 18             |
| 2008-09 | Edwin van der Sar               | Manchester United      | 21             |
| 2009-10 | Petr Čech (2)*                  | Chelsea FC             | 17             |
| 2010-11 | Joe Hart                        | Manchester City        | 18             |
| 2011-12 | Joe Hart (2)                    | Manchester City        | 17             |
| 2012-13 | Joe Hart (3)                    | Manchester City        | 18             |
| 2013-14 | Petr Čech (3) Wojciech Szczęsny | Chelsea FC Arsenal FC  | 16             |
| 2014-15 | Joe Hart (4)                    | Manchester City        | 14             |
| 2015-16 | Petr Čech (4)                   | Arsenal FC             | 16             |
| 2016-17 | Thibaut Courtois                | Chelsea FC             | 16             |
| 2017-18 | David De Gea                    | Manchester United      | 18             |
| 2018-19 | Alisson Becker                  | Liverpool FC           | 21             |
| 2019-20 | Ederson Moraes                  | Manchester City        | 16             |
| 2020-21 | Ederson Moraes (2)              | Manchester City        | 17             |
| 2021-22 | Alisson Becker (2)              | Liverpool FC           | 20             |
| 2021-22 | Ederson Moraes (3)              | Manchester City        | 20             |
| 2022-23 | David de Gea (2)                | Manchester United F.C. | 17             |
| 2023-24 | David Raya                      | Arsenal FC             | 16             |

* Pepe Reina también estuvo 17 partidos imbatido en la temporada 2009-10 pero fue Čech quien se llevó el galardón por jugar un mayor número de partidos.

## Estadísticas
La siguiente tabla muestra el número de premios ganados por jugadores que han ganado al menos dos Guantes de Oro.
Los jugadores en negrita siguen activos en la Premier League.
| Veces | Jugador        | Nacionalidad    | Temporadas                         |
| ----- | -------------- | --------------- | ---------------------------------- |
| 4     | Joe Hart       | Inglaterra      | 2010–11, 2011–12, 2012–13, 2014–15 |
| 4     | Petr Čech      | República Checa | 2004–05, 2009–10, 2013–14, 2015–16 |
| 3     | Pepe Reina     | España          | 2005–06, 2006–07, 2007–08          |
| 3     | Ederson Moraes | Brasil          | 2019–20, 2020–21, 2021–22          |
| 2     | Alisson Becker | Brasil          | 2018–19, 2021–22                   |
| 2     | David de Gea   | España          | 2017–18, 2022–23                   |

| País            | Total | Jugadores |
| --------------- | ----- | --------- |
| España          | 6     | 3         |
| Brasil          | 5     | 2         |
| Inglaterra      | 4     | 1         |
| República Checa | 4     | 1         |
| Polonia         | 1     | 1         |
| Bélgica         | 1     | 1         |
| Países Bajos    | 1     | 1         |

| Club              | Total | Jugadores |
| ----------------- | ----- | --------- |
| Manchester City   | 7     | 2         |
| Liverpool FC      | 5     | 2         |
| Chelsea FC        | 4     | 2         |
| Manchester United | 3     | 2         |
| Arsenal FC        | 3     | 3         |